# Helmer Mörner
Den här sidan handlar om ryttaren Helmer Mörner. För ingenjören och ämbetsmannen, se Helmer Mörner (ingenjör), för chefen vid Jämtlands fältjägarkår, se Helmer Mörner (militär).

Helmer Fredrik Mörner af Morlanda, född 8 maj 1895 i Landskrona, död 5 januari 1962 i Uppsala, var en svensk greve, militär och ryttare, som bedrev civil ridskoleutbildning i Kristianstad och tävlade i fälttävlan. 
Vid olympiska sommarspelen i Antwerpen 1920 blev han guldmedaljör såväl individuellt som i lag på hästen Germania.

## Familj
Helmer Mörner var gift första gången med Astrid Schmidt och andra gången med friherrinnan Barbro Lagerfelt.
Helmer Mörner är begravd på Uppsala gamla kyrkogård.